# Greta Johansson
Pour les articles homonymes, voir Johansson.
Greta Johansson est une nageuse et plongeuse suédoise née le 9 janvier 1895 à Stockholm et morte le 28 janvier 1978 à San Mateo.

## Biographie
Aux Jeux olympiques d'été de 1912 à Stockholm, Greta Johansson remporte la médaille d'or du plongeon en plateforme à 10 mètres, termine quatrième du relais 4x100 mètres nage libre et est éliminée en séries du 100 mètres nage libre.